# Forskalia
Forskalia is een geslacht van hydroïdpoliepen uit de familie Forskaliidae.
Forskalia werd in  voor het eerst wetenschappelijk beschreven door Kölliker, 1853.

## Soorten binnen dit geslacht
Forskalia asymmetrica (Pugh, 2003)

Forskalia cuneata (Chun, 1888)

Forskalia contorta (Milne Edwards, 1841)

Forskalia saccula (Pugh, 2003)

Forskalia edwardsi (Kölliker, 1853)

Forskalia formosa (Keferstein & Ehlers, 1860)

Forskalia tholoides (Haeckel, 1888)